# Landar
Landar, Landari lub Laudari(s) (? – zm. przed 694) – książę Friuli jako następca Wechtara od 678. Zmarł przed 694, gdy Rodoald pojawił się jako jego następca.